# Ојлер ферзухсцвајзицер
Ојлер ферзухсцвајзицер је немачки ловачки авион. Први лет авиона је извршен 1915. године. 

Размах крила је био 14,80 метара а дужина 9,30 метара. Био је наоружан једним предњим 7,92 мм митраљезом Бергман и једним 7,92 мм митраљезом Парабелум код осматрача.

## Наоружање
| Наоружање авиона: Ојлер ферзухсцвајзицер |      |
| Ватрено (стрељачко) наоружање            |      |
| Топ                                      |      |
| Митраљез                                 |      |
| Калибар                                  | 7,92 |
| Бомбардерско наоружање (бомбе)           |      |
| Ракетно наоружање (ракете)               |      |